# Кремено
Кремено (італ. Cremeno) — муніципалітет в Італії, у регіоні Ломбардія, провінція Лекко.
Кремено розташоване на відстані близько 510 км на північний захід від Рима, 60 км на північ від Мілана, 11 км на північний схід від Лекко.
Населення — 1482 особи (2014).

## Демографія
Населення за роками:

Станом на 1 січня 2023 року в муніципалітеті офіційно проживали 182 іноземці з 31 країни, серед них 7 громадян країн Євросоюзу та 8 громадян України.

## Сусідні муніципалітети
- Баллабіо
- Барціо
- Кассіна-Вальсассіна
- Мортероне
- Пастуро